# Breno Mello
Breno Mello, vollständiger Name Breno Higino de Mello, (* 7. September 1931 in Porto Alegre, Rio Grande do Sul; † 11. Juli 2008 ebenda) war ein brasilianischer Schauspieler und Fußballspieler. Bekanntheit erlangte er vor allem durch seine erste Filmrolle in Marcel Camus’ Spielfilm Orfeu Negro (1959).

## Leben

### Karriere als Fußballspieler und Filmdebüt
Breno Mello wurde 1931 in Porto Alegre geboren, wo er in Armut aufwuchs. Als Kind half er seiner Mutter beim Verkauf von Hühnern und verließ frühzeitig die Grundschule. Mello strebte später eine Karriere im brasilianischen Vereinsfußball an. Nach dem Beginn bei São José in Porto Alegre spielte er bei Grêmio Esportivo Renner. Die Mannschaft gewann 1954 die Staatsmeisterschaft von Rio Grande do Sul. Drei Jahre später kam er auf Einladung des Vereins Fluminense nach Rio de Janeiro, wo er sich als Spieler aber nicht etablieren konnte. Er war Teil der Mannschaft, welche das Torneio Rio-São Paulo 1957 gewinnen konnte.

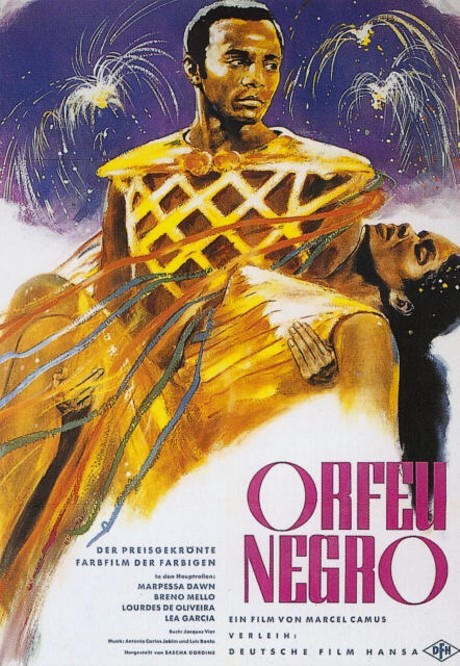
Mello gemeinsam mit Marpessa Dawn auf einem Filmplakat von Helmuth Ellgaard

Drei Jahre später wurde der attraktive, schlanke Mello in Rios Straßen von Marcel Camus für den Film entdeckt. Der französische Regisseur, fasziniert vom perfekten Äußeren des Brasilianers, bereitete zu dieser Zeit seinen Spielfilm Orfeu Negro (1959) vor. In diesem griff Camus die antike Sage von Orpheus und Eurydike auf und transferierte den Mythos in das Rio de Janeiro der Gegenwart, zur Zeit der alljährlichen Karnevalsfestivitäten. Mello, der zu dieser Zeit kein Wort Französisch sprach und auch des Schreibens in seiner eigenen Muttersprache kaum mächtig war, setzte sich bei dem Vorsprechen gegen 300 Mitbewerber durch. Daraufhin übernahm er in Orfeu Negro die Titelrolle des jungen Straßenbahnfahrers Orpheus, der während einer Dienstfahrt das fremde Mädchen Eurydike (gespielt von Marpessa Dawn) kennenlernt. Beide verbringen im Taumel des Karnevals eine berauschende Nacht miteinander. Die Liebe des jungen Paares endet jedoch in einer Tragödie. „Marcel Camus hat mich gelehrt, wie man spielt. Er war sehr sanft, und die Dreharbeiten waren großartig. Er war sehr geduldig“, so Mello Jahrzehnte später über die Zusammenarbeit.
Orfeu Negro entwickelte sich zum internationalen Erfolg bei Publikum und Kritikern. Der im Stil des Neorealismus entstandene, gänzlich auf eine Besetzung aus farbigen Laiendarstellern vertrauende Film errang 1959 die Goldene Palme der Filmfestspiele von Cannes, ein Jahr später den Oscar als bester fremdsprachiger Film. Mit zum Erfolg trug die Musik von Luiz Bonfá und Antônio Carlos Jobim bei, die zu den bekanntesten Komponisten des afro-brasilianischen Sambas zählen. Weniger positiv dagegen wurde von der Fachpresse Mellos Schauspielleistung aufgenommen. In seinem Spielfilmdebüt zeige sich der Laiendarsteller als schöner, männlicher Orpheus, interpretiere die Figur jedoch mehr als Tänzer, anstatt als Schauspieler und könne nicht überzeugen, so der US-amerikanische Kritiker Bosley Crowther (New York Times). Im Heimatland von Mello stieß der Film auf anhaltende Kritik, da er Brasilien als „endlose, von heißblütigen Latino-Karikaturen bevölkerte Tanzparty“ exotisieren würde.

### Abstieg und Tod
Nach Orfeu Negro ging Mello nur noch kurzzeitig seiner Karriere als Fußballspieler nach, die ihn zum FC Santos führen sollte, wo er die Bank mit dem jungen Pelé teilte. Dank des Films einem breiten Publikum bekannt geworden, versuchte er ab Anfang der 1960er Jahre als Schauspieler im brasilianischen Kino Fuß zu fassen. Bis Ende der 1980er Jahre folgten aber nur eine Handvoll Filme und Mellos Schauspielkarriere klang 1988 mit dem Kriminalfilm Ronald Biggs – Gefangen in Rio aus.
Breno Mello war zweimal verheiratet und Vater von fünf Kindern. Mit seiner ersten Ehefrau lebte er in Novo Hamburgo, mit seiner zweiten Frau in Florianópolis. Beide Ehen wurden geschieden. Später zog Mello zurück in seine Geburtsstadt. Seine finanziellen Reserven wurden laut seinem Sohn Paulo durch Spielsucht aufgebraucht. Später verdiente sich Mello seinen Lebensunterhalt durch wechselnde Berufe wie als Schauspieler in Fernsehwerbespots, Fußballtrainer, Fahrer und einfacher Arbeiter. Einer seiner letzten Tätigkeiten war der Verkauf von Werbeanzeigen für eine Zeitung. „Das brasilianische Kino war nicht reich. Ich konnte nicht von meinen Rollen leben ...“, so Mello im Jahr 2005.
Nach seiner Pensionierung lebte Mello von der staatlichen Mindestrente (150 Euro monatlich) allein in einem Armenviertel namens Tristeza (dt. „Traurigkeit“) in Porto Alegre. 2004 wurde er von den beiden Filmemachern René Letzgus und Bernard Tournois aufgespürt, die ihn für À la recherche d'Orfeu Negro als Zeitzeugen gewinnen konnten. Der Dokumentarfilm analysierte den Einfluss von Marcel Camus’ Film auf das heutige Brasilien und seine Musiklandschaft. Die ARTE-Produktion wurde im Beisein von Mello, seinem früheren Mannschaftskollegen Pelé und dem damaligen brasilianischen Kulturminister Gilberto Gil auf den 58. Filmfestspielen von Cannes 2005 aufgeführt, wo alle drei zu Ehrenbürgern der französischen Stadt ernannt wurden. Die Kosten von Mellos Reise nach Frankreich hatte die brasilianische Regierung übernommen.
2008 verstarb Mello einsam und verarmt im Alter von 76 Jahren an einem Herzinfarkt in Tristeza, Porto Alegre. Sein Leichnam wurde erst zwei Tage später von Familienangehörigen und Nachbarn gefunden. Zum Zeitpunkt des Todes hatte er an seiner Autobiografie gearbeitet. Er fand auf dem Friedhof João XXIII seine letzte Ruhestätte. Nur sechs Wochen später verstarb Marpessa Dawn, seine Leinwandpartnerin aus Orfeu Negro.
Gegenwärtig wird mit A Descoberta de Orfeu (dt. „Die Entdeckung des Orfeu“) ein weiterer Dokumentarfilm über Mellos Lebensgeschichte vorbereitet. Die beiden Filmemacher Rene Goya Filho und Alexandre Derlam hatten vor dem Tod des Schauspielers zehn Stunden an Videomaterial gesammelt. Ein erster Teaser wurde bereits Anfang August 2008 auf dem Filmfestival von Gramado gezeigt.

## Filmografie
- 1959: Orfeu Negro
- 1963: Rata de puerto
- 1963: Os Vencidos
- 1964: O Santo Módico
- 1973: O Negrinho do Pastoreio
- 1988: Ronald Biggs – Gefangen in Rio (Prisoner of Rio)